# Archaeopteryx (Riisager)
Archaeopteryx is een compositie, gedateerd 5 september 1949, van Knudåge Riisager voor orkest.

## Geschiedenis
Het als symfonisch gedicht te beschouwen werk grijpt terug op het prehistorische reptiel annex vogel de Archaeopteryx. Het werk heeft echter geen rechtstreekse verbinding met het dier zelf, maar met een citaat uit de roman Støv og Stjærner (Stof en sterren) (1904-1906) van Knud Hjortø, dat wel een directe link heeft. Het citaat luidt en staat boven de partituur:
- ”Jeg tænker mig fuglekrybbyret – Archæopteryx- sidde og slå sine knastørre triller ved randen af kridhavet. Det má ha'været storslået hæligt”

Vrij vertaald: Ik denk aan het vogelreptiel – Archeaopteryx – als deze zich zit te drogen aan de rand van de zee in het Krijt. Het moet fantastisch lelijk zijn geweest.

## Muziek
Het eendelig werk duurt ongeveer 17 minuten. De contrabassen beginnen met af en toe een doffe dreun op de grote trom. Die lage C die de contrabas als drone speelt wordt gedurende de eerste 28 maten herhaald door andere instrumenten. Het begin geeft een griezelig spook- en tevens sprookjesachtig beeld. Het werk bereikt haar hoogtepunt als achtereenvolgens de hobo en de fagot hun solo mogen spelen. Het tempo is daarbij laag en de muziek is sostenuto, een beetje requiemachtig. De dynamiek van het werk is een spiegelbeeld; de eerste helft geeft een langzaam crescendo, de tweede helft een langzaam decrescendo. Het werk eindigt zoals het begint, met een lange toon, ditmaal in de vioolpartij.
Door het lage tempo is er geen beweging in te krijgen, het is als het ware een film die in slow motion wordt afgespeeld. Het werk is opvallend tonaal; een enkele dissonant komt voor. Van een melodische ontwikkeling is geen sprake, tussen de soli zit geen overgang.

### Orkestratie
- 3 dwarsfluiten; 3 hobo’s; 2 klarinetten; 3 fagotten waaronder contrafagot
- 4 hoorns; 2 trompetten; 3 trombones; 1 tuba
- pauken; 2 man percussie
- strijkinstrumenten

## Première
De première van het werk werd gegeven in 1950 op een muziekfestival in Helsinki onder leiding van Lavard Friisholm. Friisholm en Riisager hebben beiden leiding gegeven aan de Deense tak van het ISCM.

## Discografie en bron
- Uitgave Dacapo: Deens Radio Symfonieorkest o.l.v. Owain Arwel Hughes
- Samlundet, muziekuitgeverij voor orkestratie